# Hilshire Village
Hilshire Village ist eine Stadt im Harris County im US-Bundesstaat Texas in den Vereinigten Staaten. Das U.S. Census Bureau hat bei der Volkszählung 2020 eine Einwohnerzahl von 816 ermittelt.

## Geografie
Die Stadt liegt an der Interstate 10, zwölf Kilometer nordwestlich von Houston, ist im Südosten etwa 85 Kilometer vom Golf von Mexiko entfernt und hat eine Gesamtfläche von 0,7 km².

## Demografische Daten
Nach der Volkszählung im Jahr 2000 lebten hier 720 Menschen in 286 Haushalten und 227 Familien. Die Bevölkerungsdichte betrug 1.029,6 Einwohner pro km². Ethnisch betrachtet setzte sich die Bevölkerung zusammen aus 93,89 % weißer Bevölkerung, 0,42 % Afroamerikanern, 0,14 % amerikanischen Ureinwohnern, 3,33 % Asiaten, 0,00 % Bewohnern aus dem pazifischen Inselraum und 0,42 % aus anderen ethnischen Gruppen. Etwa 1,81 % waren gemischter Abstammung und 4,17 % der Bevölkerung waren spanischer oder lateinamerikanischer Abstammung.
Von den 286 Haushalten hatten 33,6 % Kinder unter 18 Jahre, die im Haushalt lebten. 69,9 % davon waren verheiratete, zusammenlebende Paare. 6,6 % waren allein erziehende Mütter und 20,3 % waren keine Familien. 17,1 % aller Haushalte waren Singlehaushalte und in 11,9 % lebten Menschen, die 65 Jahre oder älter waren. Die Durchschnittshaushaltsgröße betrug 2,52 und die durchschnittliche Größe einer Familie belief sich auf 2,83 Personen.
24,0 % der Bevölkerung waren unter 18 Jahre alt, 2,1 % von 18 bis 24, 21,9 % von 25 bis 44, 34,3 % von 45 bis 64, und 17,6 % die 65 Jahre oder älter waren. Das Durchschnittsalter war 46 Jahre. Auf 100 weibliche Personen aller Altersgruppen kamen 89,5 männliche Personen. Auf 100 Frauen im Alter von 18 Jahren und darüber kamen 86,7 Männer.
Das jährliche Durchschnittseinkommen eines Haushalts betrug 117.252 USD, das Durchschnittseinkommen einer Familie 129.025 USD. Männer hatten ein Durchschnittseinkommen von 90.402 USD gegenüber den Frauen mit 61.875 USD. Das Prokopfeinkommen betrug 66.620 USD. 2,5 % der Bevölkerung und 3,0 % der Familien lebten unterhalb der Armutsgrenze. Davon waren 4,1 % Kinder und Jugendliche unter 18 Jahren und 2,6 % waren 65 oder älter.